# Unterwolfstein
Unterwolfstein ist ein Gemeindeteil der Gemeinde Issigau im Landkreis Hof (Oberfranken, Bayern). Unterwolfstein liegt in der Gemarkung Eichenstein.

## Geografie
Die Einöde liegt am rechten Ufer der Selbitz. Im Südosten steigt das Gelände zu der bewaldeten Anhöhe Wolfstein (549 m ü. NHN) an. Die Kreisstraße HO 8 führt entlang der Selbitz und der Saale nach Untereichenstein (0,2 km südwestlich) bzw. nach Kemlas (2,3 km östlich).

## Geschichte
Unterwolfstein zählte ursprünglich zum Gemeindeteil Wolfstein und wurde ebenso genannt.